# Азойська ера
Азо́йська ера І група (грец. α — без і грец. ζωη — життя, тобто «безжиттєва ера») — назва, яку 1845 року запропонував  Мурчісон для позначення найдавнішої ери геологічної історії Землі, рівнозначна архейській ері і групі. У відкладах азойської групи немає і не може бути залишків організмів, тому що вони утворились за часів, коли організми на Землі ще не виникли.